# كوملوكس
كوملوكس (بالإنجليزية: Comlux) هي شركة سويسرية ، ومقرها في زيورخ . تقدم خدمات في مجالات عمليات الطائرات وإدارة الميثاق ، ومبيعات الطائرات واقتنائها ، والصيانة والترقيات.

## الأسطول
تدير كوملوكس أسطولًا من العديد من الطائرات المكونة للشركات وكبار الشخصيات من الأنواع التالية:
- بومباردييه تشالنجر 850
- بومباردييه تشالنجر 605
- بومباردييه جلوبال 6000
- امبراير سلالة 1000
- بوينج 767-200 إي أر
- امبراير ليجاسي 650
- سوخوي سوبرجت 100 (اثنان عند الطلب اعتبارًا من أكتوبر 2011 ، [1] تسليم 1) (إطلاق عميل أوروبا الغربية)
- بوينج 777-200LR

يتم تقسيم الطائرات حول العالم بما في ذلك القواعد التشغيلية لشركة الطيران في مطار مالطا الدولي ، مطار ألماتي ، ومطار فنوكوفو الدولي .

### كوملوكس أروبا
```
يتكون أسطول كوملوكس اروبا من الطائرات التالية (اعتبارًا من أغسطس 2019): 

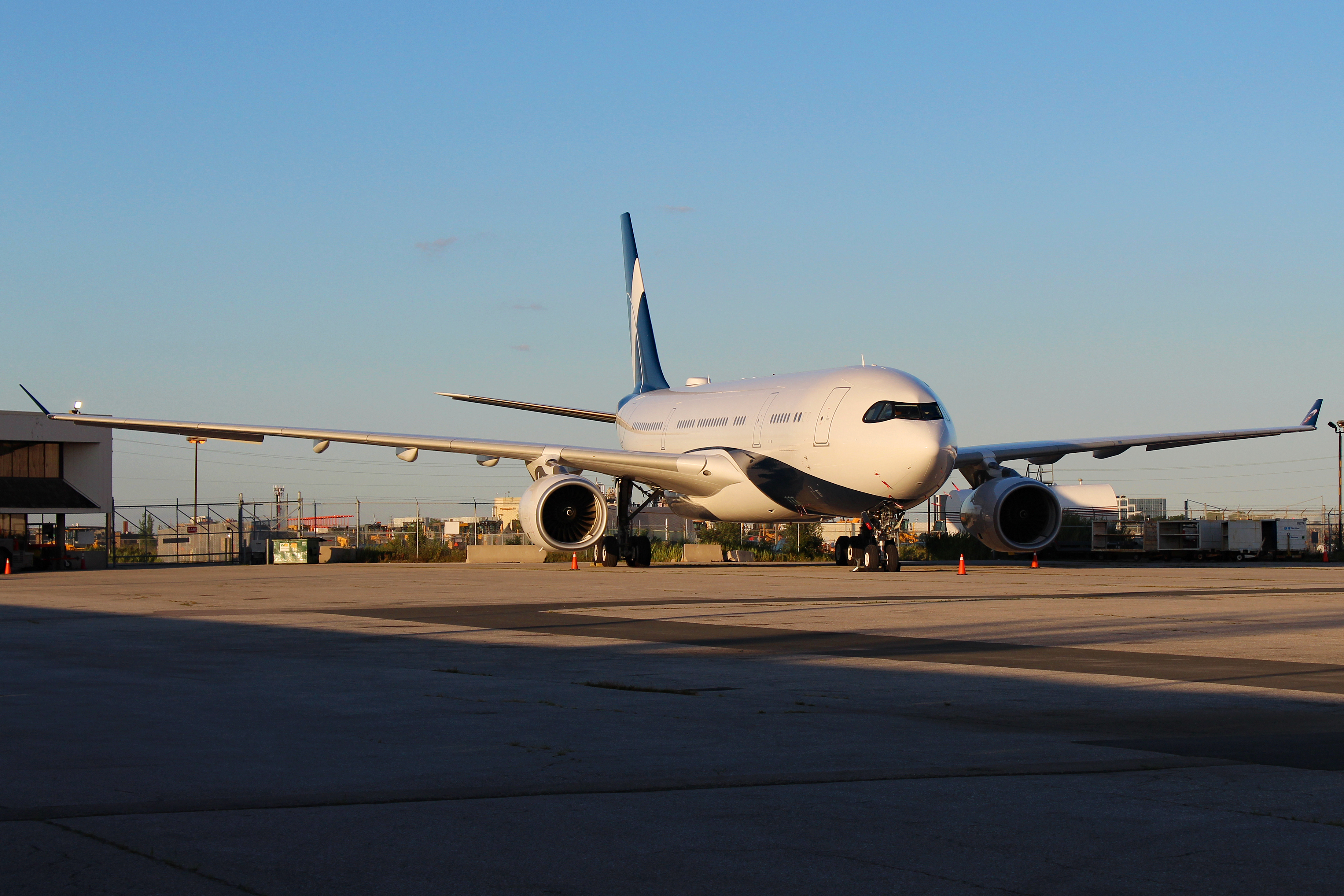
شركة كوملوكس Aruba Airbus A330 في مطار تورونتو بيرسون

[
2
]
```

- 1 إيرباص A319-100CJ
- 1 طائرة إيرباص A330-200
- 1 بوينج 767-200ER
- 1 بوينج 777-200LR

### كوملوكس كازاخستان
كوملوكس كزخستان هي شركة فرعية مملوكة بالكامل لشركة كوملوكس وتقوم بتشغيل رحلات الطيران العارض والمستأجرة من قاعدتها في ألماتي. يتكون أسطول كوملوكس كزخستان من الطائرات التالية (اعتبارًا من أغسطس 2017): 

#### الأسطول السابق
كان أسطول الخطوط الجوية يضم في السابق:
- 1 بومباردييه جلوبال إكسبريس XRS
- 1 امبراير 135

### كوملوكس مالطا

#### الأسطول الحالي
يتكون أسطول كوملوكس مالطا من الطائرات التالية (اعتبارًا من أغسطس 2019): 

#### أسطول سابق
قامت شركة الطيران سابقًا بتشغيل الطائرات التالية (اعتبارًا من أغسطس 2017): 
- 1 طائرة إيرباص A330-200

## معاملة كوملوكس
يقع مقر فريق المعاملات كوملوكس في زيورخ وهو مسؤول عن شراء وبيع وتأجير طائرات كبار الشخصيات. الفريق لديه شبكة مع مجتمع طيران الأعمال والمؤسسات المالية.

## روابط خارجية
- الموقع الرسمي نسخة محفوظة 21 يناير 2022 على موقع واي باك مشين.